# Pompeo Litta
Le comte Pompeo Litta Biumi ou Pompeo Litta (né à Milan le 24 septembre 1781 et mort dans la même ville le 17 août 1852) est un historien, généalogiste, officier militaire, homme politique et noble italien.

## Biographie
Fils du comte Carlo Matteo Litta Biumi et d'Antonia, fille du comte Carlo Giuseppe Brentano, Pompeo appartient à l'une des branches dans lesquelles la famille Litta a été divisée tout au long de son histoire et à laquelle au XVIIIe siècle le nom de famille Biumi est ajouté. au mariage de Francesco, lgrand-père de Pompeo, avec Angela Biumi, fille du marquis de Binasco. Le grand-père maternel  était trésorier général du duché de Milan à l'époque de l'impératrice Marie-Thérèse,.
Dans sa jeunesse, Pompeo fréquente le collège des nobles de Milan, étudie à Côme, s'installe à Venise et finalement à Sienne. Après avoir entamé une carrière diplomatique, il obtient en 1802 un premier poste officiel dans la République napoléonienne italienne en tant que secrétaire adjoint de la Consulte d'État. Sa carrière prend  fin en 1804 lorsqu'il décide de se porter volontaire dans la Grande Armée en Italie dans la branche artillerie, recevant les éloges  du président Francesco Melzi d'Eril pour être le premier noble à le rejoindre. A cet effet, il suit d'abord des cours préparatoires aux écoles militaires de La Fère et de Strasbourg avant de devenir lieutenant. De 1805 à 1809, il participe à la guerre de la Cinquième Coalition contre l'Empire autrichien, notamment à la bataille d'Ulm, à la bataille d'Austerlitz, à la bataille de Raab et à la bataille de Wagram, après quoi il obtient une promotion de capitaine et à la Légion d'honneur,.
Affecté  à Ancône, il est chargé d'organiser le corps d'artillerie destiné à défendre les côtes de l'intervention des Britanniques et participe en 1814 à la défense d'Ancône avec les troupes du maréchal MacDonald. Après la dissolution de l'armée napoléonienne, il séjourne  à Rome puis rejoint  Milan où il entretient des contacts avec le  milieu libéral de la métropole lombarde, collabore avec Il Conciliatore et  avec Federico Confalonieri et Carlo Cattaneo,.

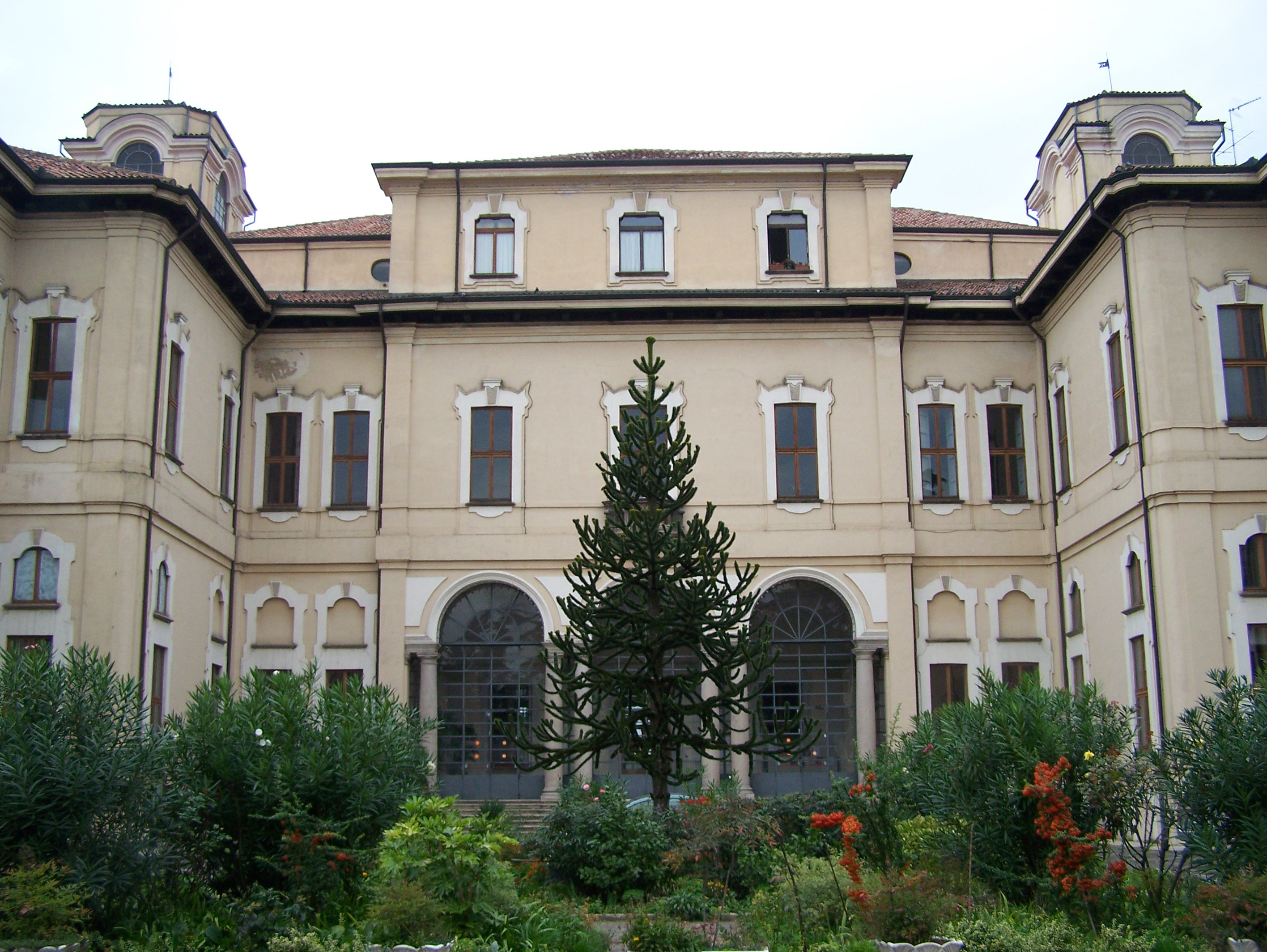
Palais Brentano à Corbetta

Après les Cinq Journées de Milan de 1848, il devient ministre de la Guerre dans le gouvernement provisoire de Milan,.
En héritage il reçoit de son grand-père par l'intermédiaire de sa mère le Palais Brentano à Corbetta qu'il habite occasionnellement,.

En 1874, un monument à sa mémoire  est inauguré dans le bâtiment de l'Académie de Brera : la statue, œuvre du sculpteur milanais Francesco Barzaghi, est inaugurée le 7 août 1874 lors d'une cérémonie en mémoire

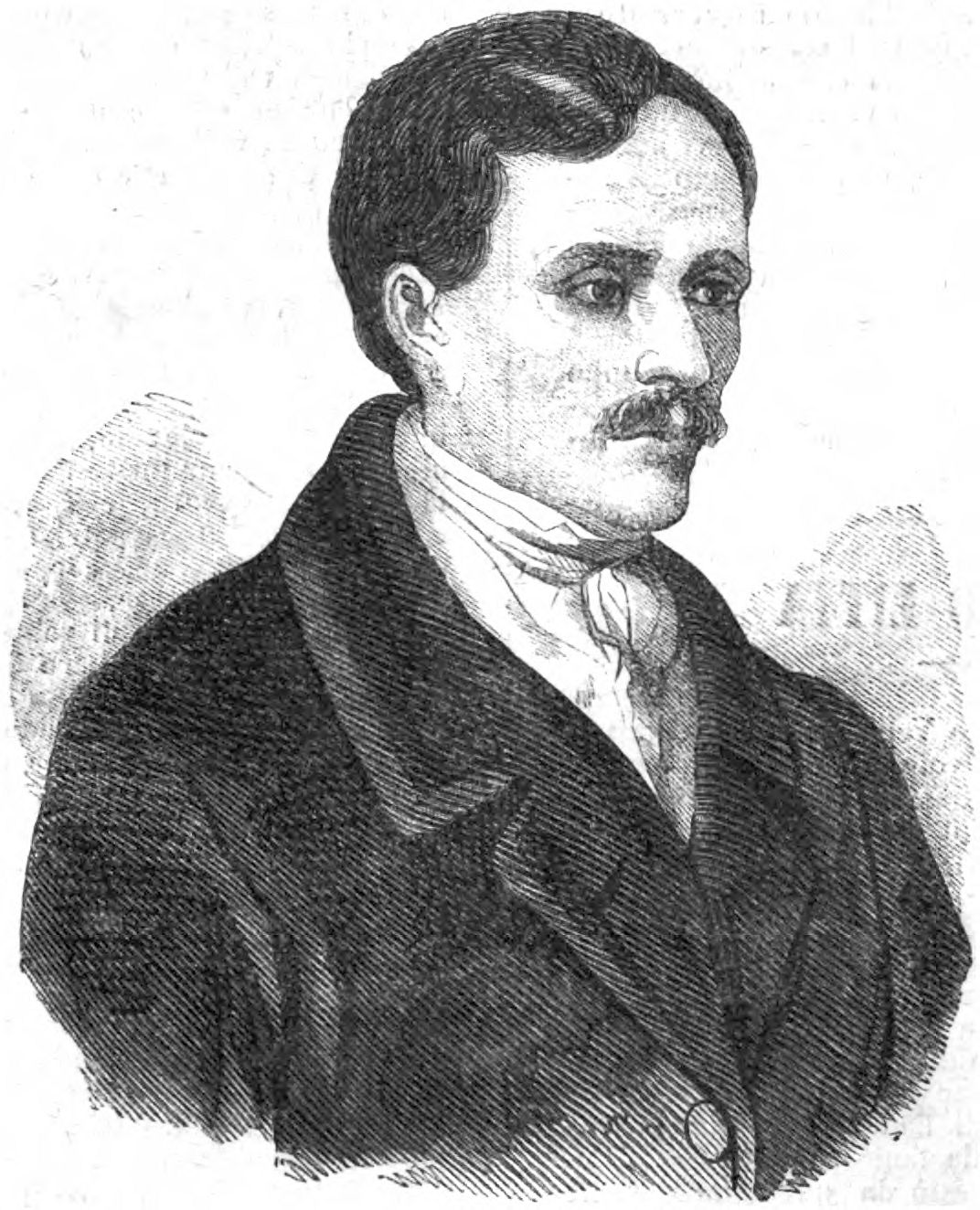
Illustration de Pompeo Litta Biumi de Le fuggilozio.
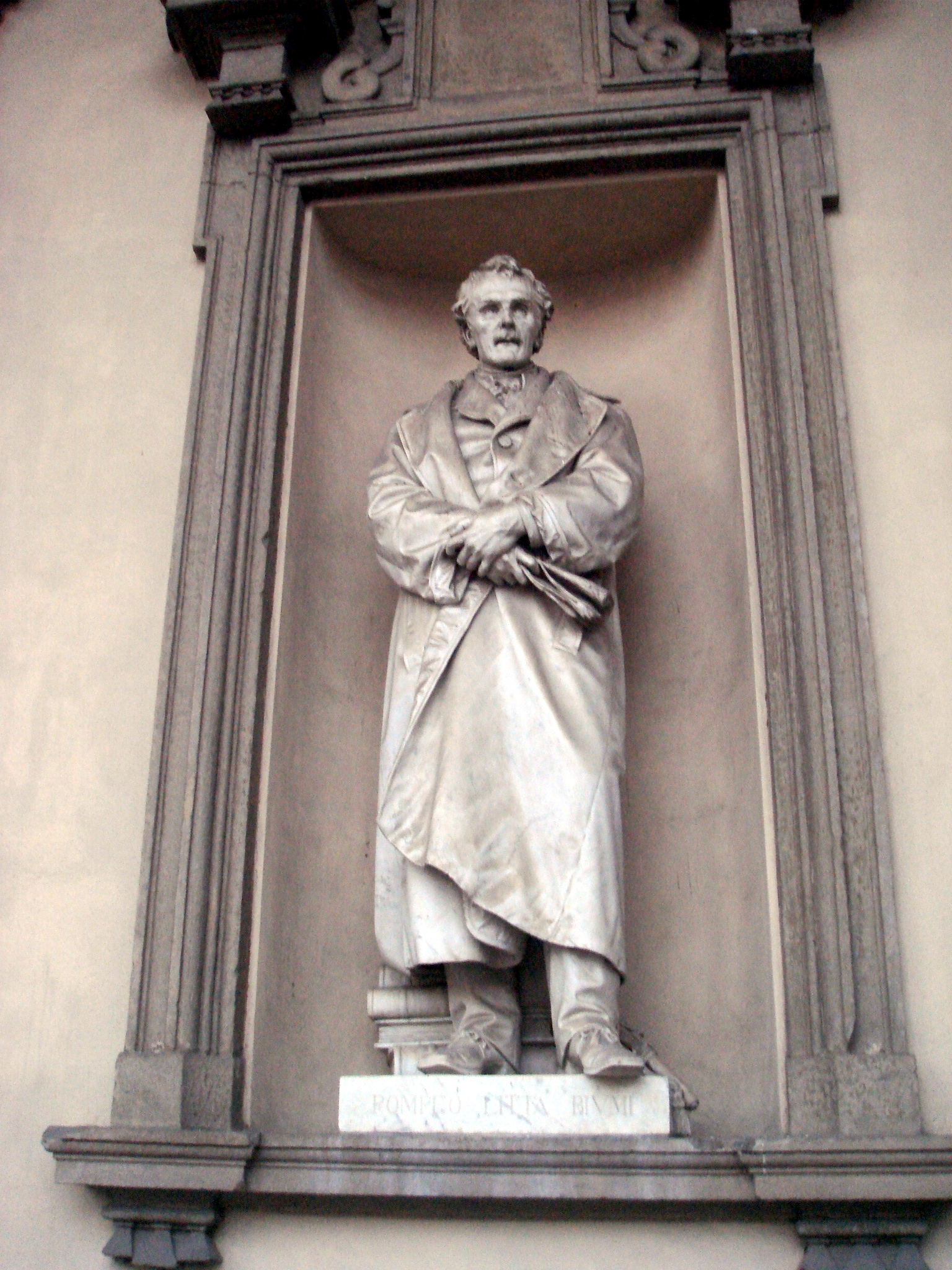
Statue de F. Barzaghi, sur la loggia de l'Académie Brera, Milan.

## Publications
- Famiglie celebri italiane :

L'œuvre lde Pompeo Litta Biumi, dictée par son intérêt pour l'histoire et la généalogie est Famiglie celebri italiane . Les travaux, commencés en 1814 après les campagnes militaires aux côtés de la France, valorisent les  familles nobles de la péninsule italienne, en particulier celles de Milan, dont Litta Biumi  est un représentant,.

## Distinctions
|  | Chevalier d'honneur et de dévotion de l'Hôpital Militaire Souverain de l'Ordre de Malte                               |
|  | Chevalier de l'Ordre de la Légion d'Honneur (France)                                                                  |
|  | Chevalier de l'Ordre Napoléonien de la Couronne de Fer (Royaume Napoléonien d'Italie) - ruban pour uniforme ordinaire |